# Дуборенко, Николай Маркович
 Николай Маркович Дуборенко (Дубаренко)  (1933 — 2006) — машинист экскаватора специализированного управления № 1 треста «Нижневартовскнефтестрой» Главтюменнефтегаза Министерства строительства предприятий нефтяной и газовой промышленности СССР Ханты-Мансийского национального округа Тюменской области Герой Социалистического Труда (02.03.1981).

## Биография
Родился в 1933 году в деревне Узнож Людвиновского сельсовета Паричского района Белорусской ССР, ныне — в составе Давыдовского сельсовета Светлогорского района Гомельской области Белоруссии. Белорус.
В пять лет остался без отца. В семь лет стал помогать матери вести домашнее хозяйство, стал надёжной опорой матери, которая к началу Великой Отечественной войны повторно вышла замуж. Чтобы принести дополнительный доход в семью, летом заготавливал лозовое лыко, а зимой вязал мётлы.
Вместе с семьёй пережил немецко- фашистскую оккупацию в годы Великой Отечественной войны (июль 1941 — ноябрь 1943), когда родная деревня была стёрта с лица земли. Отчим погиб на фронте в 1945 году.
Рано начал самостоятельную трудовую деятельность, чтобы поддержать и прокормить семью. Работал механиком передвижной киноустановки. В дальнейшем он освоил специальность электросварщика.
Отслужил срочную службу в Советской Армии, вернулся на родину и поступил работать на местное торфопредприятие «Василевичи-2», где приобрёл специальность машиниста экскаватора.
В 1964 году уехал на освоение нефтяных месторождений Западной Сибири. Участвовал в строительстве первых домов будущего города (до 1972 года — посёлок) Нижневартовск Ханты-Мансийского национального (с 1978 года — автономного округа) в составе Тюменской области РСФСР. Все земляные работы выполнялись вручную, пока не появился первый экскаватор, который руководство доверило Н. М. Дуборенко. Эта машина на пневмоходу не была приспособлена к работе в условиях заболоченной поймы реки Обь, но её умелая эксплуатация при активной взаимопомощи значительно облегчила тяжёлый физический труд строителей. Следующий год стал определяющим в истории будущего города — открытие крупнейшего в стране Самотлорского месторождения предопределило дальнейшую судьбу этой местности.
В 1965 году Нижневартовск был объявлен Всесоюзной комсомольской стройкой, а год спустя Николай Маркович был принят на работу экскаваторщиком участка механизации в новообразованное строительно-монтажное управление № 5, на базе которого в 1971 году вырос трест «Нижневартовскнефтестрой».
Экипаж под его руководством показывал высокий класс работы, образцово готовил технику к каждому рабочему сезону и с каждым годом добивался всё более высоких производственных показателей.
С 1968 года работал на обустройстве Самотлорского нефтегазового месторождения, тянул плети, укладывал трубы, строил сети от самых первых скважин Самотлора. За недолгий период работы на приобских болотах Николай Маркович зарекомендовал себя механизатором широкого профиля, освоив также специальность машиниста бульдозера.
Ударник коммунистического труда он постоянно выполнял и перевыполнял сменные задания, при высоком качестве земляных работ активно боролся за экономию топлива и горюче-смазочных материалов. Внёс немало ценных рационализаторских предложений, повысивших надёжность работы экскаватора, увеличивших производительность труда, что позволило сократить сроки ввода в эксплуатацию водосборных сетей и водоводов к четырём комплексно-сборным пунктам на Самотлорском месторождении.
В мае 1972 года по рационализаторскому предложению Дубаренко (приспособление еланей для прохождения труднопроходимых болот при производстве земляных работ на выходных линиях Самотлорского месторождения нефти) был сокращён срок выполнения графика на 15 дней.
Наиболее высоких показателей Николай Маркович добился в выполнении заданий десятого пятилетнего плана развития народного хозяйства (1976—1980). За пять лет его экипажем было отрыто около 200 траншей, разработано около полумиллиона кубических метров грунта, производительность труда в его экипаже возросла почти в полтора раза.
Указом Президиума Верховного Совета СССР от 2 марта 1981 года за выдающиеся производственные достижения, досрочное выполнение заданий десятой пятилетки и социалистических обязательств, проявленную трудовую доблесть Дуборенко Николаю Марковичу присвоено звание Герой Социалистического Труда с вручением ордена Ленина и золотой медали «Серп и Молот».
В годы новых пятилеток его ударный экипаж также	показывал образцы высокопроизводительного труда, систематически	перевыполнял производственные задания при отличном качестве земляных работ и тем самым он досрочно выполнял плановые задания в сложных погодно-климатических условиях Приобья, внёс весомый вклад в трудовые свершения управления механизированных работ № 1 треста «Нижневартовскнефтестрой» (ныне — в статусе ОАО).
Находился в командировке в Финляндии, где изучал заграничную технику — бульдозер «Катерпиллер», по приезде домой обучил других и снова вернулся на свой экскаватор.
С 1985 года по 1988 год возглавлял сквозную комплексную механизированную бригаду трубоукладчиков, которая выполняла все работы от прокладки трассы до сдачи готового объекта заказчику. Член КПСС.
Много лет подряд избирался членом профсоюзного комитета треста, членом партийного бюро управления, депутатом городского Совета депутатов трудящихся (с 1977 года — народных депутатов).
С 1988 года — персональный пенсионер союзного значения. Проживал в городе Нижневартовске.
Скончался в 2006 году.

## Семья
- Был женат

## Награды
- Золотая медаль «Серп и Молот» (02.03.1981);
- Орден Ленина (19.02.1974).
- Орден Ленина (02.03.1981).
- Орден Трудового Красного Знамени
- Медаль «За трудовую доблесть»
- Медаль «В ознаменование 100-летия со дня рождения Владимира Ильича Ленина» (6 апреля 1970)
- Медаль «Ветеран труда»